# أنورادها باتل
أنورادها باتل (بالهندية: अनुराधा पटेल؛ بالإنجليزية: Anuradha Patel) هي ممثلة هندية، ولدت في 14 مارس 1965 في مومباي في الهند.

## وصلات خارجية
- أنورادها باتل على موقع IMDb (الإنجليزية)
- أنورادها باتل على موقع قاعدة بيانات الفيلم (الإنجليزية)